# 볼로바시 벨러
볼로바시 벨러(헝가리어: Bollobás Béla, 1943년 8월 3일~)는 함수해석학, 조합론, 그래프 이론 및 침투를 포함한 다양한 수학 분야에서 활동한 헝가리 태생의 영국 수학자이다. 그는 14세 때부터 에르되시 팔의 영향을 강하게 받았다.

## 어린 시절과 교육
학생 때 그는 처음 세 번의 국제 수학 올림피아드에 참가하여 두 개의 금메달을 땄다. 에르되시 팔은 볼로바시의 우승 소식을 듣고 점심 식사에 초대했고 이후에도 계속 연락을 취했다. 볼로바시의 첫 번째 출판물은 1962년 고등학생 때 쓴 그래프 이론의 극한 문제에 대한 에르되시와의 공동 출판물이었다.
Harold Davenport에 대한 에르되시의 추천과 헝가리 당국의 오랜 허가를 위해 볼로바시는 영국 케임브리지에서 학부 1년을 보낼 수 있었다. 그러나 당국은 박사 과정을 위해 케임브리지로 돌아가라는 그의 요청을 거부했다. 파리의 유사한 장학금 제안도 취소되었다. 그는 1967년 부다페스트 대학에서 László Fejes Tóth와 에르되시 팔의 감독하에 이산 기하학의 첫 번째 박사 학위 논문을 썼고, 그 후 모스크바에서 이즈라일 겔판트와 함께 1년을 보냈다. 마이클 아티야가 Savilian Chair of Geometry를 맡은 옥스퍼드의 크라이스트 처치에서 1년을 보낸 후 그는 1956년 소련의 개입에 대한 환멸로 인해 헝가리로 돌아가지 않겠다고 맹세하였다. 그런 다음 그는 케임브리지의 트리니티 칼리지에서 1972년 프랭크 애덤스의 감독하에 바나흐 대수를 공부하면서 함수해석학에서 두 번째 박사 학위를 받았다. 볼로바시는 "그때까지 나는 스스로에게 '만약 내가 헝가리를 떠날 수 있다면 돌아오지 않을 것이다'라고 말했다."라고 회상했다. 1970년에 그는 대학에서 펠로우십을 수여받았다.
볼로바시의 주요 연구 분야는 조합론, 특히 그래프 이론이다. 그의 주요 관심사는 극단 그래프 이론과 랜덤 그래프 이론이다. 1996년에 그는 대학 직위를 사임했지만 케임브리지 트리니티 칼리지의 펠로우로 남았다.

## 경력
볼로바시는 1970년부터 케임브리지 트리니티 칼리지의 펠로우였다. 1996년에 그는 멤피스 대학교의 Jabie Hardin 우수 의장으로 임명되었으며 2005년에는 트리니티 칼리지에서 선임 연구 펠로우십을 받았다.
볼로바시는 극단 그래프 이론, 함수해석학, 랜덤 그래프 이론, 그래프 다항식 및 침투에 대한 결과를 증명했다. 예를 들어, 에르되시 팔과 함께 그는 밀집 그래프의 구조에 대한 결과를 증명했다. 그는 랜덤 그래프의 진화에서 위상 전이에 대한 자세한 결과를 최초로 증명했다. 그는 n 개의 꼭짓점에 있는 랜덤 그래프의 색칠수가 점근적으로 n /2 log n임을 증명했다. Imre Leader와 함께 그는 기본적인 이산 등주부등식을 증명했다. Richard Arratia 및 Gregory Sorkin과 함께 그는 인터레이스 다항식을 구성했다. Oliver Riordan과 함께 그는 리본 다항식(현재 Bollobás-Riordan 다항식 이라고 함)을 도입했다. Andrew Thomason, József Balogh, Miklós Simonovits, Robert Morris 및 Noga Alon과 함께 모노톤 및 유전 그래프 속성을 연구했다. Paul Smith 및 Andrew Uzzell과 함께 그는 일반적으로 균일한 모노톤 업데이트 규칙을 사용하여 무작위 셀룰러 오토마타를 도입하고 분류했다. József Balogh, Hugo Duminil-Copin 및 Robert Morris와 함께 그는 부트스트랩 침투를 연구했다. Oliver Riordan과 함께 그는 평면에서 무작위 Voronoi 침투의 임계 확률이 1/2임을 증명했다. 그리고 Svante Janson 과 Oliver Riordan과 함께 그는 이질적인 희소 랜덤 그래프의 매우 일반적인 모델을 도입했다.
수학에 관한 350개 이상의 연구 논문 외에도 볼로바시는 1978년 연구 논문 Extremal Graph Theory, 1985년 Random Graphs 및 2006년 Percolation (Oliver Riordan과 함께 저술), 학부 과정을 위한 입문서인 Modern Graph Theory을 포함한 여러 책을 저술했다. 1979년, 1990년 Combinatorics 및 Linear Analysis, 그리고 2006년 볼로바시 거브리엘러의 그림과 함께 문제 모음집 The Art of Mathematics – Coffee Time in Memphis을 저술하였다. 그는 또한 Littlewood's Miscellany를 포함한 많은 책을 편집했다.
볼로바시는 워릭 대학교의 Keith Ball, 런던 정치경제대학교의 Graham Brightwell, 티머시 가워스 (1998년 필즈상을 수상 했으며 수학의 Rouse Ball 교수임), 캠브리지 대학의 Imre Leader, 리즈 대학교의 Jonathan Partington 및 2015년에 사망한 Charles Read의 지도교수이다.
볼로바시는 헝가리 과학 아카데미의 외부 회원이다. 2007년에 그는 런던 수학 학회에서 화이트헤드 상을 수상했다. 2011년 그는 랜덤 그래프, 침투, 극단 그래프, 집합 시스템 및 등주부등식을 포함하는 광범위한 조합학 분야의 다양한 수학 분야에 대한 주요 공헌으로 왕립 학회의 회원으로 선출되었다. 인용문은 또한 이러한 많은 분야에서 그의 교과서가 미친 영향력과 영국을 확률론적 및 극단적 조합론의 선두 국가 중 하나로 만드는 데 중요한 역할을 했음을 인정한다. 2012년에 그는 미국 수학 학회의 회원이 되었다.

## 수상 및 영예
볼로바스는 2011년 왕립학회 회원으로 선출되었다. 그의 지명은 다음과 같다.
1998년에 그는 베를린에서 열린 국제 수학자 회의의 초청 연사였다. 그는 2013년 폴란드 과학 아카데미의 외국인 회원으로 선출되었으며 2013년 포즈난에 있는 Adam Mickiewicz University에서 명예 박사 학위를 받았다. 2016년에는 복스카이 상을 받았다. 2017년에는 Széchenyi Prize를 수상하고 유럽 아카데미 회원이 되었다.

## 개인 생활
그의 아버지는 물리학자였다. 그의 아내 볼로바시 거브리엘러는 부다페스트에서 태어나 헝가리에서 배우이자 음악가로 활동하다가 조각가가 되기 위해 영국으로 건너갔다. 그녀는 에르되시 팔, 윌리엄 토머스 텃, George Batchelor, 존 폰 노이만, 폴 디랙 및 스티븐 호킹을 포함한 수학자 및 과학자의 흉상과 다비트 힐데르트의 주조 청동을 만들었다.
볼로바시는 근대5종 경기에서 옥스포드 대학을 대표하고 펜싱에서 케임브리지 대학을 대표한 스포츠맨이기도 하다.

## 선정된 작품
- Extremal Graph Theory. Academic Press 1978,[14] Dover 2004 (see here).
- Graph theory- an introductory course. Springer 1979, doi:10.1007/978-1-4612-9967-7.
- Random Graphs. Academic Press 1985. Cambridge University Press 2001 doi:10.1017/CBO9780511814068.
- Combinatorics - set systems, hypergraphs, families of vectors, and combinatorial probability. Cambridge University Press 1986 ISBN 9780521337038.
- Linear Analysis – an introductory course. Cambridge University Press 1990, 1999 doi:10.1017/CBO9781139168472.
- with Alan Baker, András Hajnal (ed.): A tribute to Paul Erdös. Cambridge University Press 1990 doi:10.1017/CBO9780511983917.
- (ed.): Probabilistic combinatorics and its applications. American Mathematical Society 1991 ISBN 978-0-8218-5500-3.
- with Andrew Thomason (ed.): Combinatorics, Geometry and Probability- a tribute to Paul Erdös. Cambridge University Press 1997 doi:10.1017/CBO9780511662034.
- Modern Graph Theory. Springer 1998, doi:10.1007/978-1-4612-0619-4.[15]
- (ed.): Contemporary Combinatorics. Springer und Janos Bolyai Mathematical Society, Budapest 2002 ISBN 978-3-642-07660-2.
- with Oliver Riordan: Percolation. Cambridge University Press 2006 doi:10.1017/CBO9781139167383.
- The Art of Mathematics – Coffee Time in Memphis. Cambridge University Press 2006 doi:10.1017/CBO9780511816574(with drawings by his wife Gabrielle Bollobás)
- with Robert Kozma, Dezső Miklós: Handbook of Large-Scale Random Networks. Springer 2009, doi:10.1007/978-3-540-69395-6.